# Глубник
Глубник — река в России, протекает в округе Вуктыл Республики Коми. Устье реки находится в 159 км по правому берегу реки Щугор. Длина реки составляет 45 км.
Река берёт начало на западных склонах Исследовательского хребта Приполярного Урала. Течёт по территории национального парка Югыд Ва.
В верховьях имеет характер горного потока, стекает с горного массива в направлении на северо-запад и запад, огибая гору Кыдзьмыльк и возвышенность Глубник-Парма, затем поворачивает на юг.
Русло сильно извилистое, часто дробится на протоки, образует острова. В среднем и нижнем течении скорость течения составляет 1,0 — 1,2 м/с, ширина реки 10-15 метров. Незадолго до устья пересекает Сибиряковский тракт.
Притоки — Левый Глубник-Вож, Правый Глубник-Вож. Впадает в Щугор, который в месте впадения Глубника дробится на рукава, в 10 км к северо-западу от горы Тельпосиз.

## Данные водного реестра
По данным государственного водного реестра России относится к Двинско-Печорскому бассейновому округу, водохозяйственный участок реки — Печора от водомерного поста у посёлка Шердино до впадения реки Уса, речной подбассейн реки — бассейны притоков Печоры до впадения Усы. Речной бассейн реки — Печора.
Код объекта в государственном водном реестре — 03050100212103000062279.